# Centre cynégétique de Réghaïa
Pour les articles homonymes, voir Réghaïa (homonymie) et CCR.
Le Centre cynégétique de Réghaïa (CCR) est un établissement public à caractère scientifique et technologique algérien de recherche situé dans la forêt de Réghaïa dans la commune de Réghaïa à Alger.

## Localisation
Le Centre cynégétique de Réghaïa est située à 29 kilomètres à l'est d'Alger, à 80 kilomètres à l'est de Tipaza et à 1 kilomètre de la Méditerranée. Il est localisé au sud de la forêt de Réghaïa dans la Mitidja de la Basse Kabylie.

## Historique

### Création
Le décret no 83-75 du 8 janvier 1983, portant création d'un centre cynégétique à Réghaïa (CCR), a érigé cette station de gibier en centre cynégétique ayant pour vocation le maintien de la biodiversité, l'équilibre des écosystèmes et le respect de l'environnement.
Ce centre, qui s'étend sur 27 hectares situés sur les berges Est du lac de Réghaïa, produit notamment le canard colvert, le faisan, la pintade de Numidie et la caille japonaise dont des lâchers sont programmés pour répondre aux soucis de repeuplement de certains milieux naturels par le secteur des forêts.

### Évolution

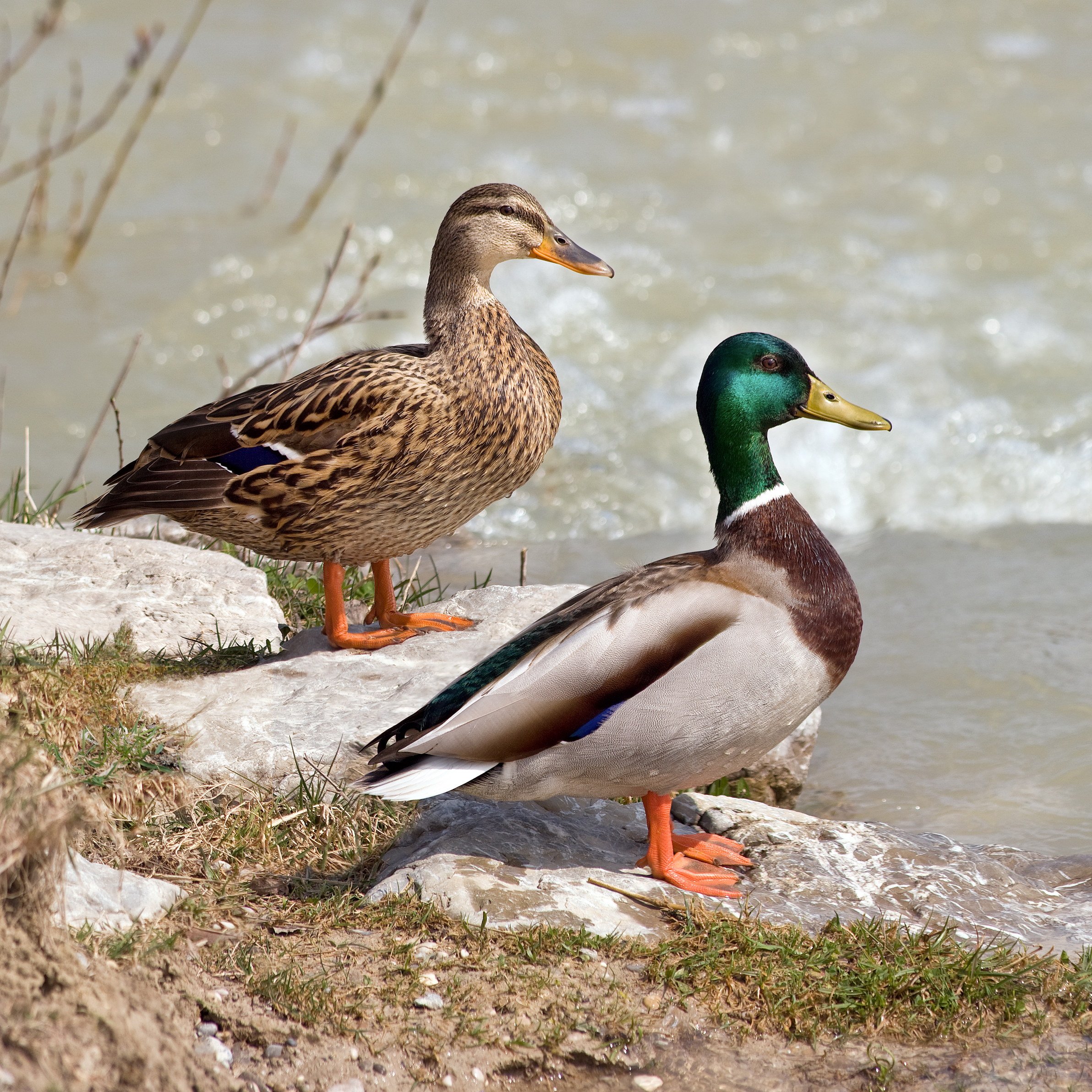
Canard colvert (Anas platyrhynchos) (Batta بطة).

Petit à petit, le CCR a servi de lieu de regroupement pour les nombreux chercheurs qui s'intéressent à ses différents écosystèmes, et sa vocation a naturellement évolué vers la protection de ce milieu.
Des équipements et des aménagements ont vu le jour pour promouvoir ce site grâce au concours de financements nationaux et internationaux. 
C'est un établissement qui est actuellement spécialisé dans le développement de la chasse et des activités y afférentes, en axant sa démarche sur les espèces cynégétiques, tout en prenant en charge d'autres espèces dans le cadre d'actions ponctuelles.
Les principales espèces de gibier produites actuellement sont le faisan commun, la perdrix gambra, la perdrix choukar et la caille japonaise.
Il y est produit des oiseaux destinés au repeuplement des zones humides et barrages, dont des canards notamment.

## Missions

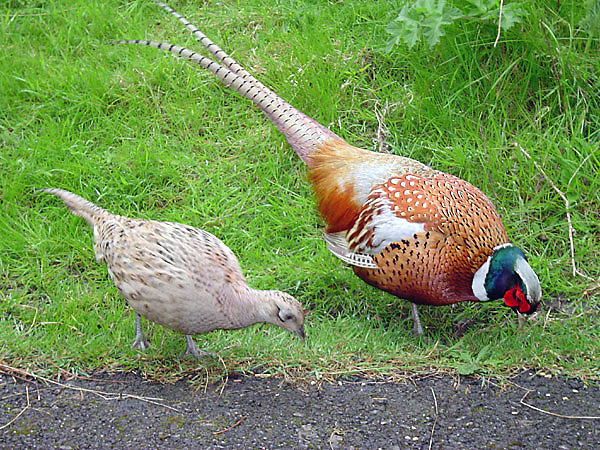
Faisan de Colchide (Phasianus colchicus).

Les missions de ce centre cynégétique se résument en la production d'espèces cynégétiques ou exotiques en vue d'enrichir le patrimoine cynégétique national, la promotion et le développement de la cynégétique par la sélection des espèces cynégétiques locales et l'introduction de nouvelles espèces et leur acclimatation, l'impulsion et l'organisation de la recherche en matière de cynégétique, notamment dans le domaine alimentaire et sanitaire, et la participation à l'organisation des lâchers et le suivi de ces opérations en vue de tirer les enseignements de l’introduction de ce gibier.
Ces missions sont accomplies en collaboration avec les autres centres cynégétiques de Tlemcen et Zéralda.

## Programmes de recherche
Ces programmes de recherche se résument à la sélection d'une lignée de perdrix gambra, le renforcement du gibier naturel par d'autres espèces, la vulgarisation de la coturniculture, la sensibilisation et éducation environnementale, et la diffusion et vulgarisation des résultats.

### Canard colvert

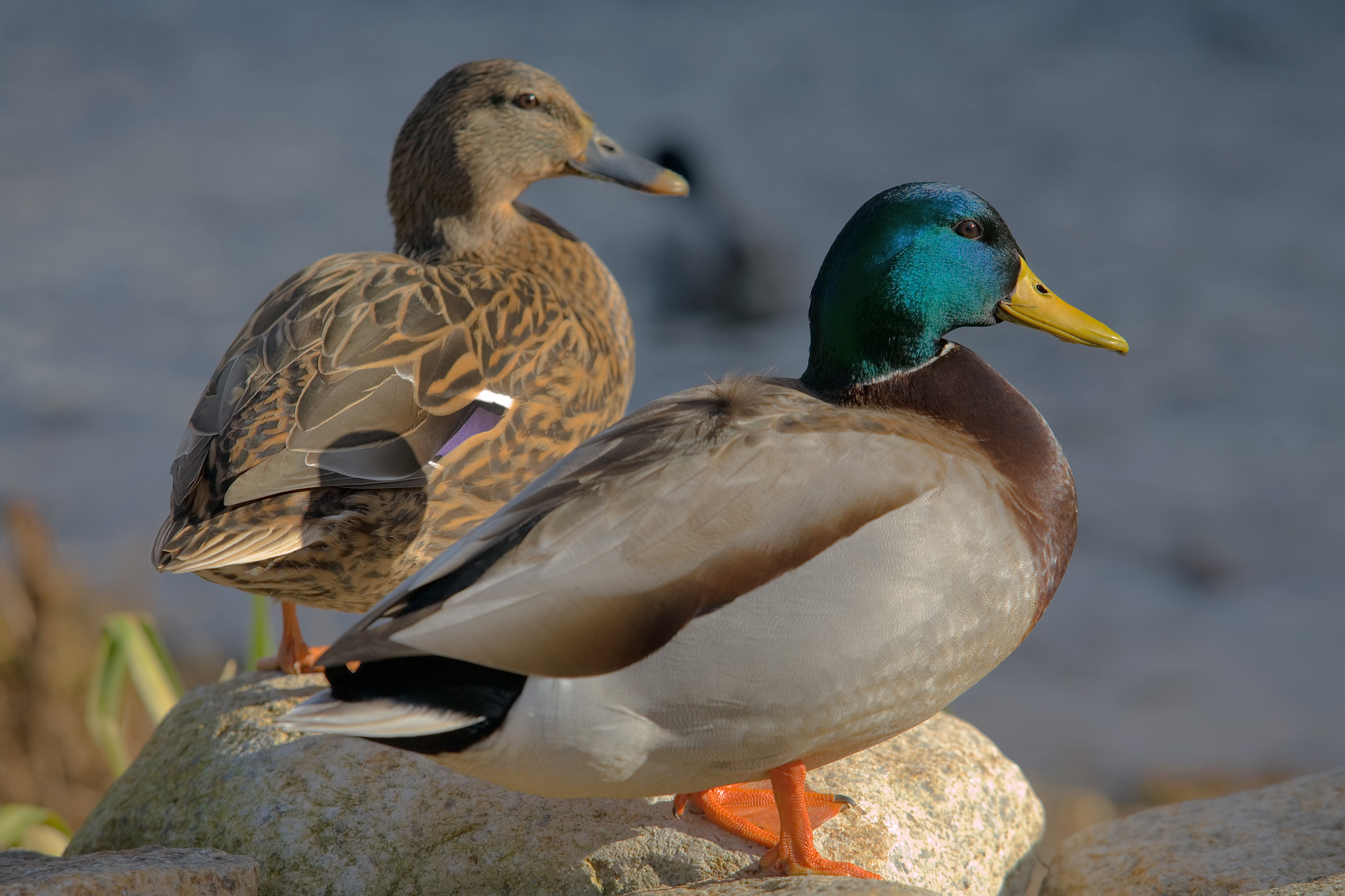
Canard colvert (Anas platyrhynchos) (Batta بطة).

Le canard colvert est produit dans ce centre cynégétique.
ِِCe canard, qui est une espèce d'oiseaux de la famille des Anatidés, est le plus connu et reconnaissable de tous les canards dans la forêt de Réghaïa.
On le rencontre dans le lac de Réghaïa avec d'autres canards comme le canard chipeau, le canard siffleur, le canard pilet et le canard souchet.
L'écosystème marécageux et lacustre de Réghaïa est en effet le lieu idéal recherché par les oiseaux comme le canard colvert pour sa
nidification.
Les dénombrements réalisés sur le site de la forêt de Réghaïa montrent que le canard colvert est l'une des espèces les plus importantes numériquement appartenant à la famille des Anatidés qui compte 11 espèces de canards en plus de l'oie cendrée.
Ce canard colvert est moyennement présent, alors que le canard souchet et le fuligule milouin sont les espèces de canards les plus abondantes, tandis que le canard chipeau, l’oie cendrée et la sarcelle marbrée sont les espèces de canards les plus rares.

### Faisan commun

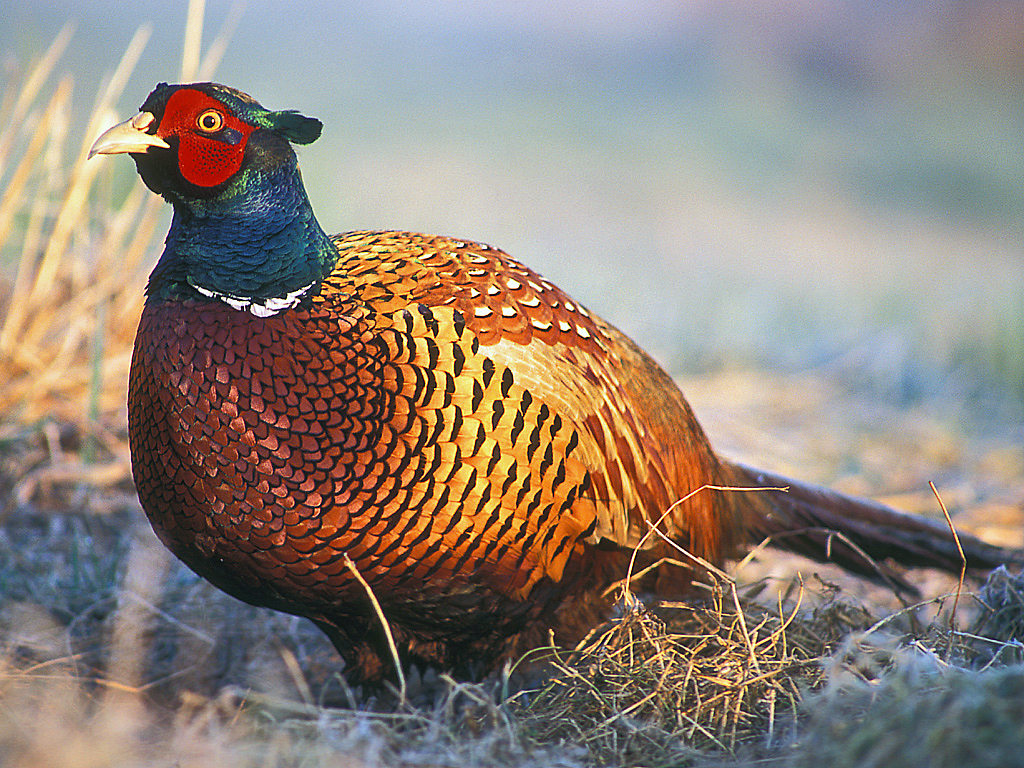
Faisan de Colchide (Phasianus colchicus).

Le faisan commun est produit dans ce centre cynégétique.
Il y est élevé comme gibier, en grande cage et en semi-liberté, pour le relâcher dans les différentes forêts algériennes.
Depuis 1970, la mise en place des premières populations du faisan commun (Phasianus colchicus) et son élevage sont assurés au niveau de cet établissement où un schéma de sélection a été mis en œuvre pour l'amélioration de ses performances biologiques (ponte, couvaison et croissance).
Au vu de son potentiel biologique intéressant, les essais de lâchers effectués dans plusieurs sites pilotes algériens ont permis de valider la lignée et ont donné des résultats encourageants.
Après 16 semaines de leur éclosion, ces faisans d'origine asiatique sont lâchés à travers les forêts algériennes.

### Pintade de Numidie

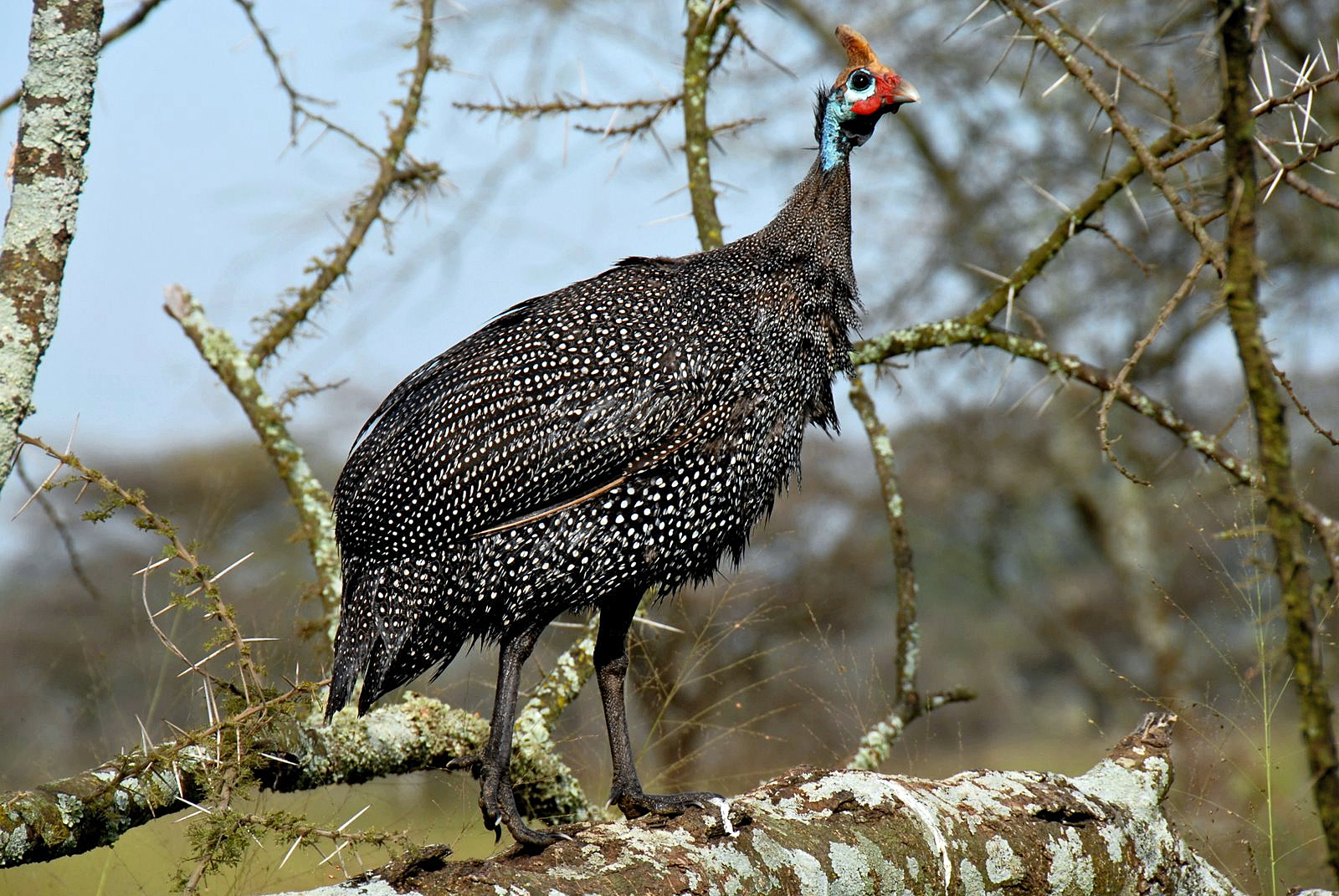
Pintade de Numidie (Numida meleagris).

La pintade de Numidie est produite dans ce centre cynégétique.
C'est un oiseau de la famille des Phasianidae au plumage foncé pointillé de blanc, qui se nourrissent de graines ainsi que de vers, et qui sont appréciées pour leur chair.
C'est un gros gallinacé massif, gris sombre abondamment pointillé de blanc, qui mesure 60 à 65 cm pour une envergure de 95 à 100 cm.
Il possède une petite tête nue et blanchâtre avec une crête osseuse surmonte un cou décharné.
Devenue rare par la suite d'une chasse excessive, la pintade de Numidie ne vit plus en Algérie qu'après domestication ou après réintroduction des populations en milieu naturel.
Cet oiseau vit en petits groupes, court rapidement sur ses assez longues pattes mais vole peu.
Son cri habituel est un caquètement rauque, et se nourrit dans les milieux broussailleux parsemés d'arbres et de buissons.

### Caille japonaise

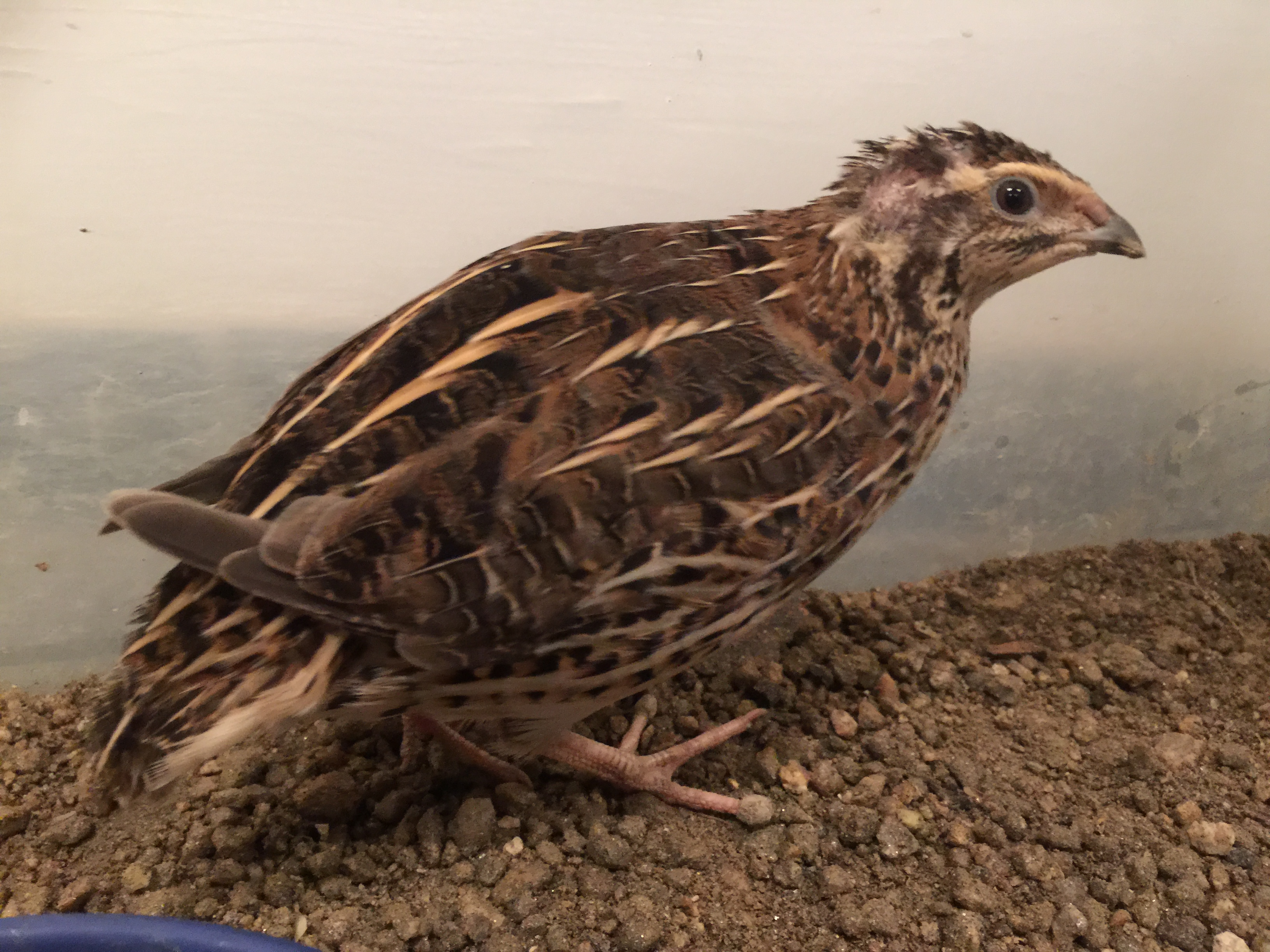
Caille japonaise (Coturnix japonica) (Azziya عزية).

La caille japonaise est produite dans ce centre cynégétique.
Elle y est élevée comme gibier, en grande cage et en semi-liberté, pour la relâcher dans les différentes forêts algériennes.
Dans le cadre de la vulgarisation de la coturniculture, cette caille du Japon (Coturnix japonica) y est reproduite avec une bonne expérience acquise dans ce domaine transmise aux petits éleveurs.

## Publications
Ce centre cynégétique diffuse les informations acquises à travers plusieurs documents, ainsi que sa participation aux différentes rencontres scientifiques à travers le territoire algérien pour sensibiliser les responsables locaux, chargés de la conservation, de l’enjeu de la biodiversité faunistique.

### Recherche forestière
- Institut national de recherche forestière (INRF)
- Centre national de baguage (CNB)
- Centre cynégétique de Zéralda (CCZ)